# Eldon (Missouri)
Eldon ist ein Ort  im Miller County im Bundesstaat Missouri in den Vereinigten Staaten. Das U.S. Census Bureau hat bei der Volkszählung 2020 eine Einwohnerzahl von 4416 ermittelt.

## Geographische Lage
Der Ort liegt am U.S. Highway 54, die geographische Lage von Eldon ist 38° 21′ N, 92° 35′ W. Nach den Unterlagen des United States Census Bureau hat der Ort eine Gesamtfläche von 8,8 km² (3,4 mi²), Wasserflächen sind keine ausgewiesen.

## Wirtschaft
Im Ort befinden sich einige Industriebetriebe, darunter auch der Fahrzeugsitzhersteller Keiper Automobile und Faso Electric Motors.
Im Ort gibt es zwei Zeitungen, zum einen den „The Eldon Weekly Standard“, der kostenlos wöchentlich an alle 2194 Haushaltungen verteilt wird, und zum anderen den „The Eldon Advertiser“, der von einem kleineren Abonnementskundenkreis bezogen wird, sich aber auch der Gegend um den Ort herum widmet.

## Demographische Daten
Die bei der Volkszählung im Jahr 2000 ermittelten 4895 Einwohner lebten in 2194 Haushaltungen, darunter waren 1270 Familien. Die Siedlungsdichte ergab sich damit zu 559 Einwohnern pro km². Es wurden 2396 Wohneinheiten ermittelt. Die Bevölkerung des Ortes ist zu 98,1 % europäischer Abstammung, zu 0,3 % afrikanischer Abstammung, zu 0,3 % indianischer Abstammung, zu 0,2 % asiatischer Abstammung, zu 0,3 % anderer Abstammung und 0,8 % haben Vorfahren aus mehreren Gebieten. Der Anteil der Einwohner mit lateinamerikanischen oder spanischsprachigen Eltern beträgt 1,2 % der Bevölkerung.
In 26,5 % der 2194 Haushaltungen leben Kinder unter 18 Jahren, in 41,8 % leben Ehepaare, 12,5 % sind alleinstehende Frauen und 42,1 % bildeten keine Familien. 38,1 % aller Haushaltungen sind von alleinstehenden Einwohnern bewohnt und in 20,6 % der Haushaltungen lebten Mitbürger über 65 Jahren. Die durchschnittliche Haushaltsgröße betrug 2,18 Personen und die durchschnittliche Familiengröße 2,88 Personen / Familie.
23,2 % der Bevölkerung sind unter 18 Jahren alt, 8,7 % zwischen 18 und 24, 24,5 % zwischen 25 und 44, 20,8 % zwischen 45 und 64 and 22,7 % 65 Jahre oder älter. Das durchschnittliche Alter betrug 40 Jahre. Auf 100 weibliche Einwohner entfallen 83,1, bei den über 18-jährigen 75,6 männliche Einwohner.
Das mittlere Haushaltseinkommen betrug 27.103 US-$ und das mittlere Familieneinkommen 34.621 $. Männer hatten ein durchschnittliches Einkommen von 27.818 $ verglichen mit 17.690 $ für Frauen. Das Pro-Kopf-Einkommen für die Einwohner des Ortes betrug 15.015 $. 15,8 % der Bevölkerung und 12,0 % der Familien leben unter der Armutsgrenze, davon waren 22,5 % der Einwohner unter 18 Jahren und 16,4 % der Einwohner über 65 Jahren betroffen.

## Persönlichkeiten
- Don Nichols (1924–2017), Geschäftsmann, Gründer und Teamchef von Shadow Racing Cars

## Erwähnenswerte Einwohner
Im Ort lebt der Schriftsteller Michael Patrick, der die Bücher We Are a Part of History (1990), Orphan Trains to Missouri (1970) und The Black West in Story and Song (2006) geschrieben hat.